# مسلمو راي بهات
مسلمو راي بهات، هي جماعة مسلم تتواجد في شمال الهند، وهم مسلمون متحولون من المجتمع الهندوسي راي بهات، وراي بهات هم علماء انساب لكثير من المجتمعات الهندية. كما يوجد عدد قليل منهم في كراتشي في باكستان، حيث يشكلون الآن عنصرًا من مكونات مجتمع المهاجرين.

## التاريخ والأصل
```
أصل الكلمة، الأولى راي تعني الكبير وبهات تعني العظيم (الكبير العظيم)، ويدعي راي بهات النسب من كافي ريشي، ابن الإنسان للإله براهمة  ( حسب المعتقد الهندوسي). ويقال هم حكماء الهندوس سوترا ريشي، سانجاي بهات وأريا بهات تنتمي إلى هذا المجتمع. يدعون أنهم 
براهمة
 حسب الأصل. ويدعي راي بهات النسب من شاندرا بارداي، وهو شاعر في محكمة الحاكم الهندوسي الأخير في شمال الهند، بريثفي راج تشوهان. ولدى المجتمع شعبتان فرعيتان هما براهم بهات وتاغا بهات. وهم يعتبرون أنفسهم من وطبقة الشيوخ، كونهم مسلمون متحولون من جماعة البراهمة.
[
2
]
```

## الظروف الحالية
وكان المجتمع يتكون من القبائل التاريخية وعلماء الأنساب. ويتألف المجتمع حاليًا أساسًا من صغار الفلاحين من المزارعين والتجار والموظفين الحكوميين. وهم يزرعون القمح والذرة الرفيعة والأرز والذرة والبقوليات والخضراوات. في القرى. كما أنهم كانوا يغنون في حفلات الزفاف، ولكنهم تركوا هذه المهنة في الوقت الحالي.
لا يوجد لدى مسلمو راي بهات مجلس محلي. إنهم مجتمع غير تقليدي، ويفضلون الزواج من أبناء العمومة موازين لهم. التقسيم التقليدي بين تاغا بهات وبراهام بهات لا يزال قائمًا. وهم موجودون أساسًا في مناطق ساهرانبور، موزافرناجار، ميروت، بولاندشاهر، غازي أباد، عليكره وأغرا. خارج ولاية أوتار براديش، يتواجدون في دلهي وهاريانا.